# 208916 Robertcaldwell
208916 Robertcaldwell este un asteroid din centura principală de asteroizi.

## Descriere
208916 Robertcaldwell este un asteroid din centura principală de asteroizi. A fost descoperit pe 5 octombrie 2002 la Apache Point Observatory în cadrul programului Sloan Digital Sky Survey. Asteroidul prezintă o orbită caracterizată de o semiaxă mare de 2,77 ua, o excentricitate de 0,09 și o înclinație de 11,7° în raport cu ecliptica.